# Сливенский троллейбус
Троллейбусная сеть города Сливен, открытая в 1986 году, является одним из основных видов общественного транспорта в Сливене.
Четыре маршрута обслуживают 17 машин. Перевозчик — «Пътнически превози ЕООД».

## Хронология
- 24 мая 1986 — открытие движения, выполнено первое и последнее пополнение парка.
- 1995: первое расширение сети.
- 2000-е: закрытие линии на завод Динамо, контактная сеть сохранена.

## Список маршрутов
По состоянию на 2025 год:
- № 3 Диспечерски пункт «Дюлева река» — Тролейбусно депо
- № 7 Подстанция «Комуна» — Център
- № 18 Диспечерски пункт «Дюлева река» — Тролейбусно депо
- № 201 Диспечерски пункт «Дюлева река» — Център